# Alun Lewis (básník)
Alun Lewis (1. července 1915 – 5. března 1944) byl velšský básník píšící anglicky. Narodil se v jihovelšském městě Aberdare. Již během studií na gymnáziu v Cowbridge se začal zajímat o psaní. Později odešel studovat na Aberystwythskou a následně na Manchesterskou univerzitu. Svou první básnickou sbírku s názvem Raider's Dawn and other poems vydal v roce 1942. Zemřel v Myanmaru o dva roky později.